# Teodaldo
Teodaldo o Tedaldo (990 circa – 12 giugno 1036) è stato un vescovo italiano, fu il quarantatreesimo vescovo di Arezzo.

## Biografia
Nacque intorno al 990 da Tedaldo, della nobile famiglia longobarda dei signori di Canossa, e di Willa degli Hucpoldingi: era infatti fratello di Bonifacio III, marchese di Toscana; quindi zio della contessa Matilde, nata però dopo la sua morte.
Resse la diocesi aretina dal 1023 al 1036. Incoraggiò e protesse la vita monastica, tanto che chiese a San Romualdo di fondare il suo eremo a Camaldoli, nel territorio della diocesi.
Ospitò Guido monaco, al quale fornì i mezzi per completare i suoi studi sulla musica.

Sotto di lui operò l'architetto Maginardo, che ampliò la cattedrale.
Morì il 12 giugno 1036.

## Ascendenza
|                            |                         |                            | Genitori              |  |  | Nonni |  |  | Bisnonni           |  |  | Trisnonni |  |
|                            |                         |                            |                       |  |  |       |  |  | Sigifredo di Lucca |  |  | Sigifredo |  |
|                            |                         |                            |                       |  |  |       |  |  | Sigifredo di Lucca |  |  | Sigifredo |  |
|                            |                         | …                          |                       |  |  |       |  |  | Sigifredo di Lucca |  |  |           |  |
| Adalberto Atto di Canossa  |                         |                            |                       |  |  |       |  |  | Sigifredo di Lucca |  |  |           |  |
|                            |                         | ...                        | …                     |  |  |       |  |  |                    |  |  |           |  |
|                            |                         | ...                        | …                     |  |  |       |  |  |                    |  |  |           |  |
|                            |                         | ...                        | …                     |  |  |       |  |  |                    |  |  |           |  |
| Tedaldo di Canossa         |                         | ...                        |                       |  |  |       |  |  |                    |  |  |           |  |
|                            |                         | Sigifredo dei Supponidi    | …                     |  |  |       |  |  |                    |  |  |           |  |
|                            |                         | Sigifredo dei Supponidi    | …                     |  |  |       |  |  |                    |  |  |           |  |
|                            |                         | Sigifredo dei Supponidi    | …                     |  |  |       |  |  |                    |  |  |           |  |
| Ildegarda dei Supponidi    |                         | Sigifredo dei Supponidi    |                       |  |  |       |  |  |                    |  |  |           |  |
|                            |                         | ...                        | …                     |  |  |       |  |  |                    |  |  |           |  |
|                            |                         | ...                        | …                     |  |  |       |  |  |                    |  |  |           |  |
|                            |                         | ...                        | …                     |  |  |       |  |  |                    |  |  |           |  |
| Teodaldo vescovo di Arezzo |                         | ...                        |                       |  |  |       |  |  |                    |  |  |           |  |
|                            | Bonifacio II di Spoleto | Ubaldo I degli Hucpoldingi |                       |  |  |       |  |  |                    |  |  |           |  |
|                            | Bonifacio II di Spoleto | Ubaldo I degli Hucpoldingi |                       |  |  |       |  |  |                    |  |  |           |  |
|                            | Bonifacio II di Spoleto | …                          |                       |  |  |       |  |  |                    |  |  |           |  |
| Adimaro                    | Bonifacio II di Spoleto |                            |                       |  |  |       |  |  |                    |  |  |           |  |
|                            |                         | Waldrada di Borgogna       | Rodolfo I di Borgogna |  |  |       |  |  |                    |  |  |           |  |
|                            |                         | Waldrada di Borgogna       | Rodolfo I di Borgogna |  |  |       |  |  |                    |  |  |           |  |
|                            |                         | Waldrada di Borgogna       | Willa di Provenza     |  |  |       |  |  |                    |  |  |           |  |
| Willa degli Hucpoldingi    |                         | Waldrada di Borgogna       |                       |  |  |       |  |  |                    |  |  |           |  |
|                            |                         | ...                        | …                     |  |  |       |  |  |                    |  |  |           |  |
|                            |                         | ...                        | …                     |  |  |       |  |  |                    |  |  |           |  |
|                            |                         | ...                        | …                     |  |  |       |  |  |                    |  |  |           |  |
| ...                        |                         | ...                        |                       |  |  |       |  |  |                    |  |  |           |  |
|                            |                         | …                          | …                     |  |  |       |  |  |                    |  |  |           |  |
|                            |                         | …                          | …                     |  |  |       |  |  |                    |  |  |           |  |
|                            |                         | …                          | …                     |  |  |       |  |  |                    |  |  |           |  |
|                            |                         | …                          |                       |  |  |       |  |  |                    |  |  |           |  |